# TG105型柴油机车
TG105型柴油机车（俄语：ТГ105）是苏联铁路的液力传动干线柴油机车，由位于乌克兰的卢甘斯克机车制造厂设计制造，于1961年研制成功，仅试制一台并未投入批量生产。

## 技术特点

### 总体结构
TG105型柴油机车是单节六轴的干线柴油机车，采用桁架式承载车体，车体由车架、侧墙、司机室、上弦梁、下弦梁等部件焊接成一个完整的箱形结构，侧壁蒙皮由铝合金板制成，司机室用螺栓固定在底架上与车体相连，并设有橡胶垫片以减少司机室承受的振动。机车的走行部为两台三轴转向架，车体全部重量通过四点式旁承由两台转向架支承，牵引力和制动力通过四个弹性牵引拉杆传递。转向架设有二系悬挂，一系独立悬挂装置由轴箱拉杆及螺旋弹簧等组成，静挠度为54毫米；二系悬挂装置为螺旋圆弹簧旁承和摩擦阻尼器，静挠度为64毫米。轮对采用锻钢车轮，新轮直径为1050毫米。

### 柴油机
机车装用一台10Д100А型柴油机，为10气缸、二冲程、涡轮增压的中速柴油机，装车功率为3000马力（2208千瓦），额定转速为每分钟850转。与TE10系列柴油机车所使用的10Д100型柴油机相比，10Д100А型柴油机并非采用启动发电机来起动，而是采用了空气启动系统。机车起动时，由起动风缸和起动风泵提供压缩空气，高压空气经空气分配器和启动阀按柴油机点火顺序流入气缸并推动活塞，当曲轴达到稳定转速后停止供气，同时喷油泵供油点火，从而完成启动程序。

### 传动系统
TG105型机车的液力传动系统，主要包括液力传动箱、双速齿轮箱、车轴齿轮箱、万向轴等。柴油机通过万向轴将功率传递到液力传动箱，从液力变速箱输出扭矩到双速齿轮箱，通过改变齿轮传动比来使传动装置在机车工作速度范围内有较高效率，最后以万向轴传给转向架上的车轴齿轮箱，从而驱动轮对。机车采用了卢甘斯克机车制造厂研制的ГТК-Л1型液力传动箱，液力传动箱安装在转向架构架上，由两个复合式液力变扭器、换向机构、轴向减速齿轮组成。类似的液力传动系统同样亦应用于GT101型燃气轮机车。

### 冷却系统
机车的冷却装置设置在车体顶盖，共分为三个冷却系统。高温循环冷却系统用于冷却来自柴油机的高温冷却水，采用肋管式散热器。机油冷却系统采用具有内螺纹管及旋流风道的油—空气散热器，直接用空气冷却润滑油，从而省却了机油热交换器。中冷循环系统是增压空气的冷却系统，采用水—空气散热器。冷却风扇采用静液压驱动，由静液压泵、液压马达带动风扇运转。

## 参看
- TG102型柴油机车
- TG106型柴油机车
- TGP50型柴油机车
- GT101型燃气轮机车